# Adolf Traugott von Gersdorff

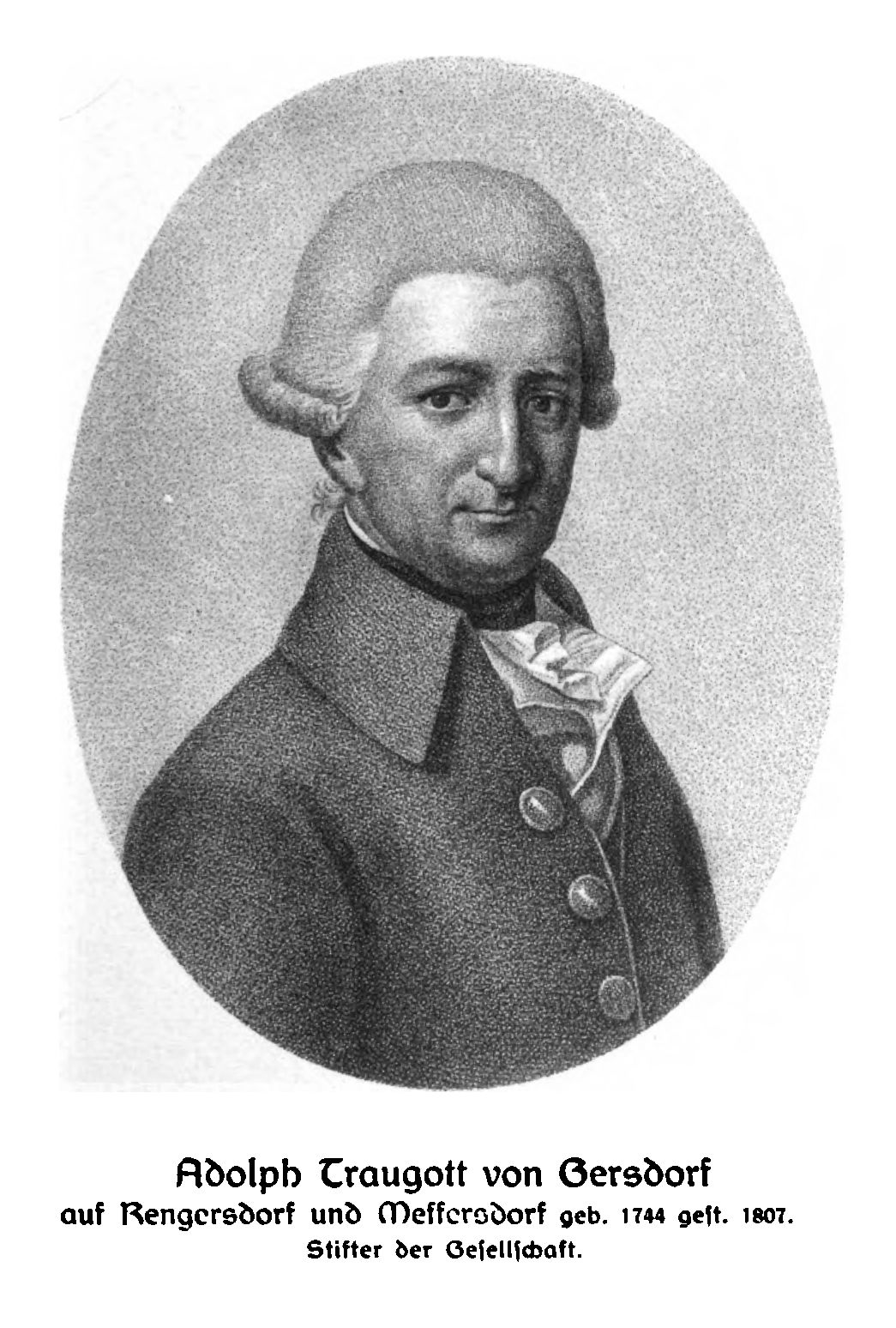
Adolf Traugott von Gersdorff

Adolf Traugott von Gersdorff (* 20. März 1744 in Niederrengersdorf; † 16. Juni 1807 in Meffersdorf; teilweise auch Gersdorf) war ein deutscher Rittergutsbesitzer, Naturforscher und Mitbegründer der Oberlausitzischen Gesellschaft der Wissenschaften. Sein Physikalisches Kabinett ist heute Teil des Kulturhistorischen Museums in Görlitz, er veröffentlichte mehrere Schriften zur atmosphärischen Elektrizität.

## Leben
Adolf von Gersdorff war Sohn des kursächsischen Obersten Karl-Ernst von Gersdorff und der Johanna Eleonora von Gersdorff, geborene von Richthofen. Er hatte einen älteren Bruder Rudolph Ernst; fünf weitere Geschwister starben im Kindesalter. Bereits 1745 starb sein Vater; die Vormundschaft übernahm Karl August von Gersdorff, der Staatssekretär und Kriegsminister am Dresdner Hof war. 1750 heiratete die Mutter den Vormund Karl August. Gersdorff wurde durch mehrere Hauslehrer unterrichtet, 1762 bis 1763 war er Schüler des Gymnasiums Augustum in Görlitz. 1764 immatrikulierte er sich an der Universität Leipzig. Er besuchte Vorlesungen in den Fächern Moralphilosophie und Literaturgeschichte bei Christian Fürchtegott Gellert und auch Vorlesungen über Experimentalphysik.

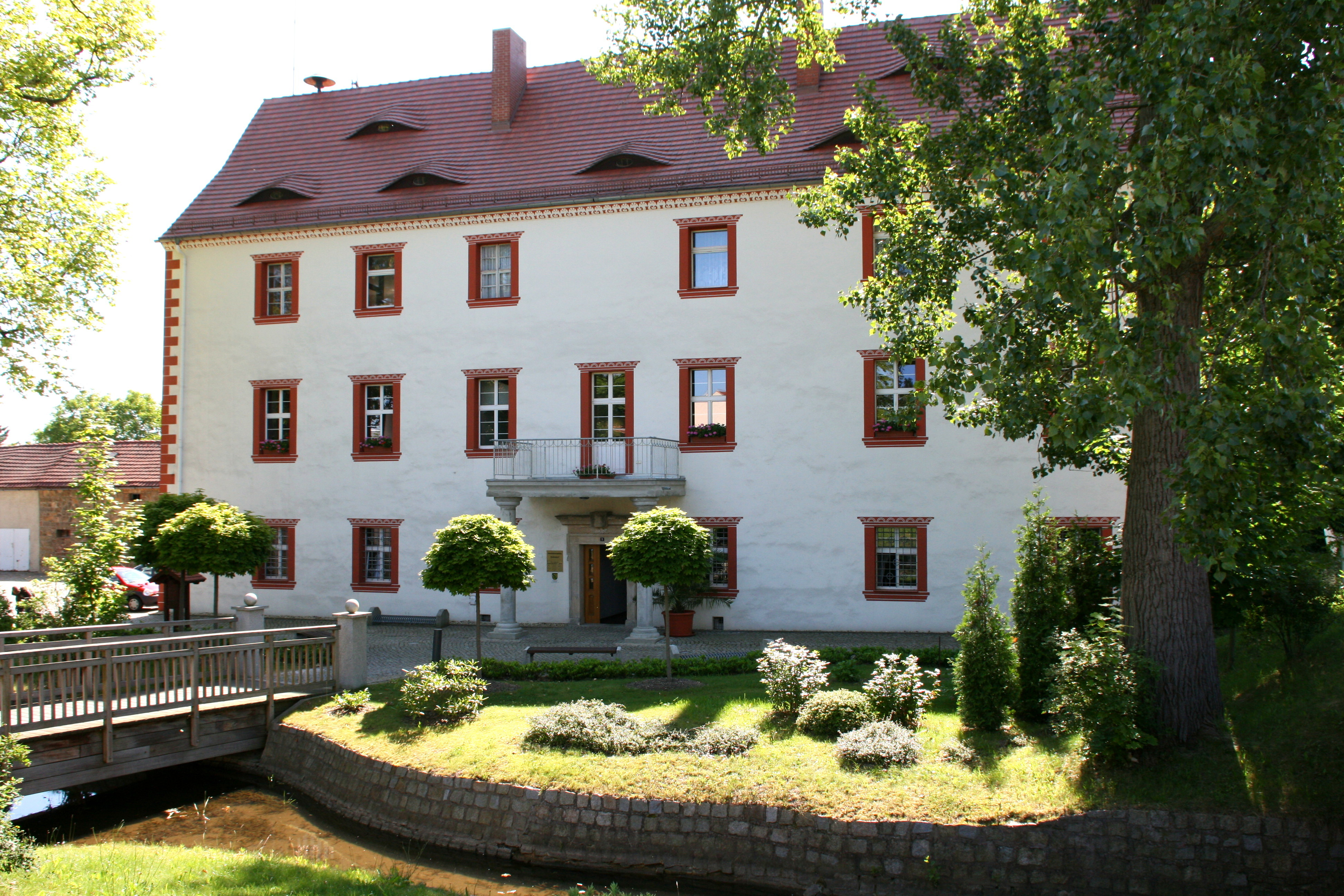
Rittergut Niederrengersdorf

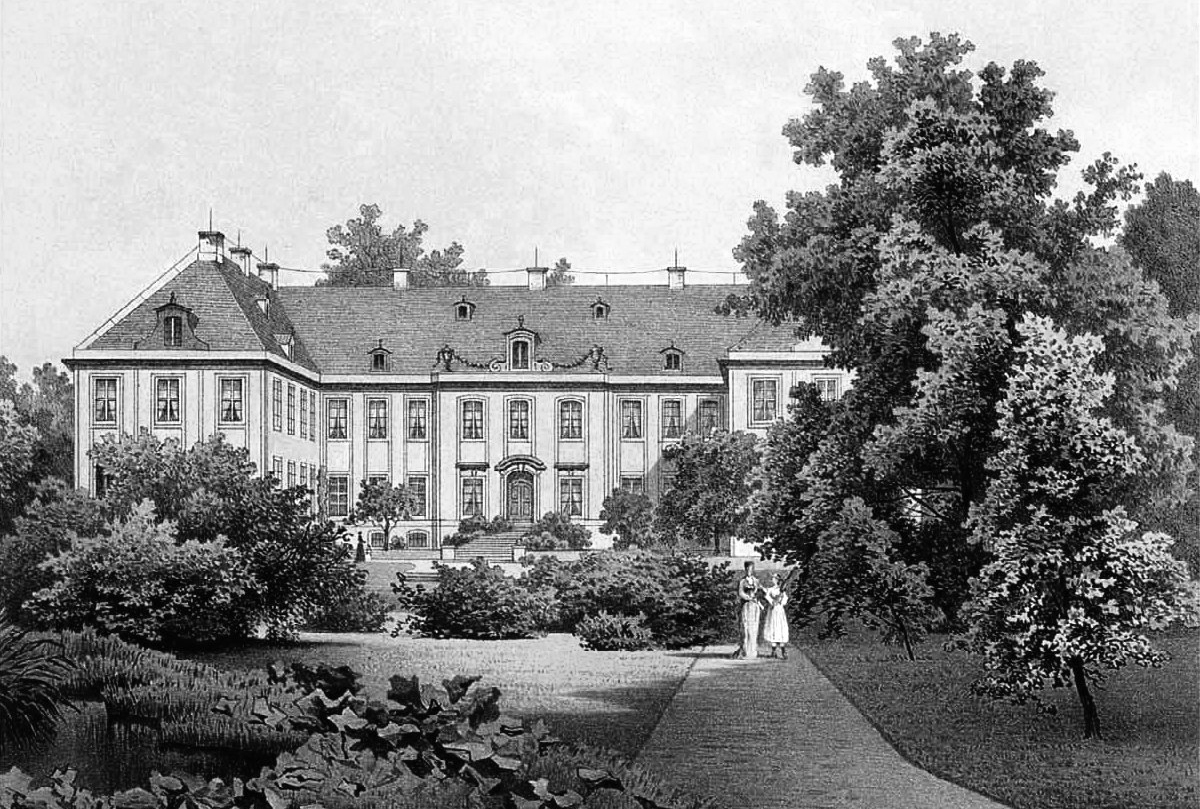
Rittergut Meffersdorf um 1860, Sammlung Alexander Duncker

1766 kehrte er in die Oberlausitz zurück, wo er 1767 mit meteorologischen Aufzeichnungen begann. 1770 heiratete er Henriette von Metzrad; er zog auf das Schloss in Niederrengsdorf, wo er eine Bibliothek und Mineraliensammlung einrichtete. 1776 wurde ihm von der damaligen Universität Wittenberg die Ehrendoktorwürde verliehen. 1779 gründete er gemeinsam mit Karl Gottlob Anton die Oberlausitzische Gesellschaft der Wissenschaften. 1782 wurde er zum auswärtigen Mitglied der Gesellschaft Naturforschender Freunde zu Berlin ernannt, 1787 wurde er außerordentliches Mitglied der Sozietät der Bergbaukunde in Freiberg.
Ab 1788 begann er, die Anwendung von Elektrizität in der Medizin zu untersuchen, ab 1791 plante er die Einrichtung seines Physikalischen Kabinetts; diese Sammlung ist heute noch als Physikalisches Kabinett Teil des Kulturhistorischen Museums in Görlitz. Vor seinem Tod verfügte er die Überführung seiner Bibliothek und seiner Sammlungen nach Görlitz zur Oberlausitzischen Gesellschaft der Wissenschaften. Sein Nachlass liegt heute in der Oberlausitzischen Bibliothek der Wissenschaften zu Görlitz sowie im dortigen Kulturhistorischen Museum.
In Kodersdorf ist die Oberschule nach ihm benannt. Zum 200. Todestag wurde auf dem Friedhof in Pobiedna (Wigandsthal-Meffersdorf) ein Gedenkstein in deutscher und polnischer Sprache errichtet.

## Schriften
- Anzeige der nothwendigsten Verhaltungsregeln bei nahen Gewittern. C. G. Anton, Görlitz 1789, urn:nbn:de:gbv:3:1-264521.
- Über meine Beobachtungen der atmosphärischen Elektricität zu Meffersdorf in der Oberlausitz. C. G. Anton, Görlitz 1802, urn:nbn:de:bvb:12-bsb10058397-0.